# Ceriana vespiformis

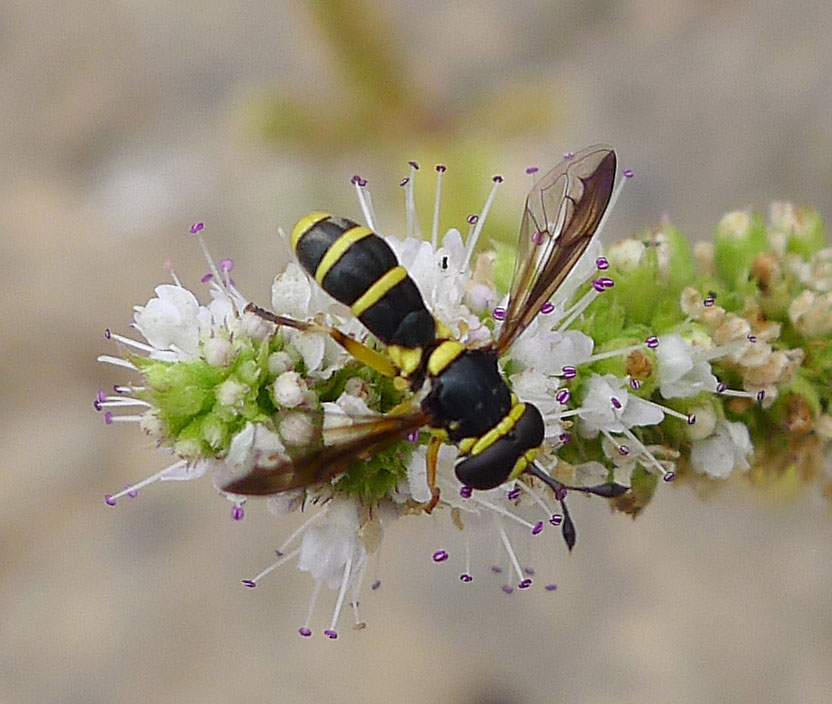
Ceriana vespiformis ♂

Ceriana vespiformis ist eine Fliege aus der Familie der Schwebfliegen (Syrphidae). Die Schwebfliegenart nutzt ähnlich den Blasenkopffliegen eine Wespen-Mimikry. Die Art wurde 1809 von dem französischen Entomologen Pierre André Latreille als Ceria vespiformis erstmals beschrieben. Das lateinische Art-Epitheton vespiformis setzt sich zusammen aus Vespa, dem Gattungsnamen der Hornissen, und dem Suffix formis mit der Bedeutung „die Gestalt haben von“.

## Merkmale
Die Fliegen erreichen eine Körperlänge von 10–12 mm. Die überwiegend schwarz gefärbten Fliegen besitzen eine gelbe Zeichnung. Das Gesicht sowie der Hinterkopf sind gelb. Auf dem Pronotum befindet sich an den vorderen Ecken jeweils ein gelber Fleck. Das Scutellum ist gelb. Über den Hinterleib verlaufen drei gelbe Querbinden. Außerdem ist das erste Tergit seitlich gelb gefärbt. Die schwarzen dreigliedrigen Fühler befinden sich auf einem Fortsatz der Stirn. Femora, Tibien und Tarsen sind überwiegend gelb oder gelbrot gefärbt. Die Flügel besitzen eine feine dunkle Aderung. Über die vordere Hälfte der Flügel erstreckt sich ein bräunlicher Bereich. Das wespenähnliche Aussehen ist ein Beispiel für Mimikry. Bei den Männchen berühren sich die Facettenaugen auf der Stirn, während diese bei den Weibchen voneinander getrennt sind.

## Verbreitung
Die Schwebfliegenart ist im Mittelmeerraum verbreitet. Ihr Vorkommen reicht über Nordafrika und das südliche Europa bis in den Nahen Osten.

## Lebensweise
Die Schwebfliegen beobachtet man von Ende Mai bis September. Sie besuchen verschiedene Doldenblütler (u. a. Thapsia garganica), an deren Pollen sie fressen. Die Larven entwickeln sich offenbar an verschiedenen Bäumen, darunter der Weißen Maulbeere.

## Verwechslungsarten
Es gibt im südlichen Europa folgende Verwechslungsarten:
- Ceriana conopsoides – das Scutellum ist nur an der Basis gelb, die Beine sind überwiegend verdunkelt
- Sphiximorpha subsessilis – kein Stirnfortsatz, die Fühlerbasis liegt direkt am Kopf